# George Dunbar Bridge

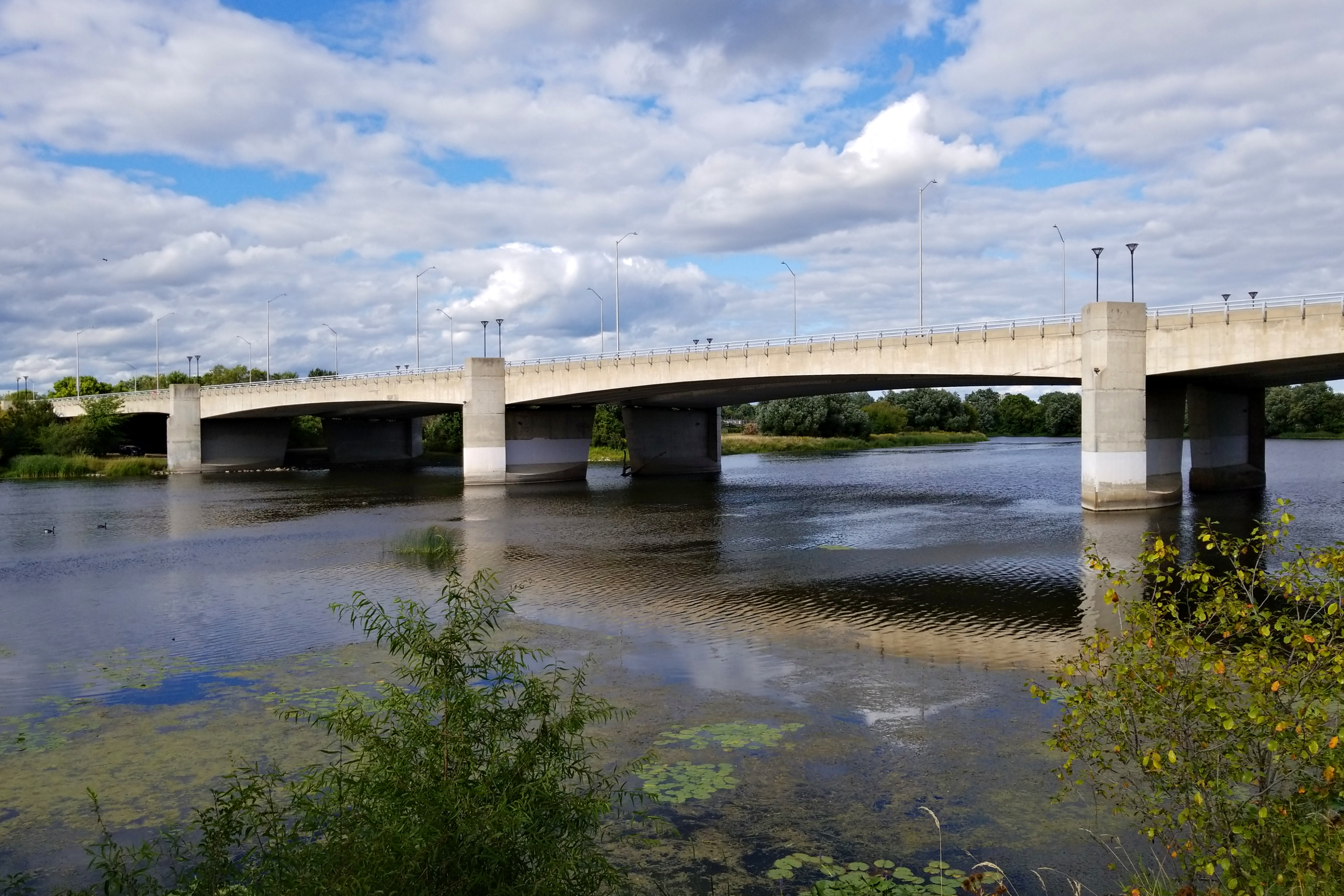
George Dunbar Bridge (September 2019)

Die George Dunbar Bridge ist eine Fahrzeug- und Fußgängerbrücke in Ottawa, Ontario, Kanada, die die Bronson Avenue über den Rideau River führt und diese mit dem Airport Parkway verbindet. 
Die ursprüngliche Dunbar Bridge wurde am 19. Dezember 1955 für den Verkehr freigegeben. Sie wurde im Dezember 1994 abgerissen. Die derzeitige Brücke wurde 1993–1996 rekonstruiert. Die Spanne nach Norden wurde von Mai 1993 bis Dezember 1994 neben der Brücke von 1955 gebaut. Die Spannweite nach Süden wurde 1995–1996 an der Stelle der 1955 abgerissenen Brücke errichtet. Die Brücke ist nach George Harrison Dunbar (1876–1966) benannt, einem prominenten Mitglied der Legislative von Ontario, der von 1943 bis 1955 als MPP für Ottawa South und den Minister für kommunale Angelegenheiten von Ontario fungierte. Er persönlich eröffnete die Brücke zum Zeitpunkt ihrer Fertigstellung.